# Sagigik
Sagigik (in aleutino Amlagim Saguugaa) è un'isola disabitata delle isole Andreanof, nell'arcipelago delle Aleutine, e appartiene all'Alaska (USA). Si trova 8 km a sud di Amlia.
Registrata con questo nome dal capitano Teben'kov nel 1852; probabilmente deriva dal termine aleutino sagik che significa "qualcosa dal bordo tagliente" .